# .45-60 Winchester
La .45-60 Winchester est une cartouche de fusil à percussion centrale du XIXe siècle.

## Usage
Elle est destinée à la chasse au gros gibier.
La nomenclature de l'époque indiquait qu'une cartouche .45-60 contenait une balle de 0,45 pouce (11,43 mm) de diamètre avec 60 grains (3,9 grammes) de poudre noire.
La Winchester Repeating Arms Company raccourcit la cartouche .45-70 pour la Winchester Modèle 1876, un fusil à levier d'armement. La carabine Colt Lightning et la Kennedy de la Whitney Arms Company à levier d'armement ont également été chambrées pour le .45-60. Ces premiers fusils qui avaient l'avantage d'un chargement plus rapide pour des tirs à répétition furent bientôt éclipsés par l'action plus puissante et plus douce du Winchester modèle 1886, capable d'utiliser des cartouches plus longues, y compris les populaires .45-70 Winchester. L'Uberti 1876 Sporting Rifle Centennial 45-60 et l'Interarms Mauser Mark X .458 win. 45 utilisaient également ce type de cartouche.
Les cartouches de calibre .45-60 et similaires, conçues pour le fusil modèle 1876, sont devenues obsolètes à mesure que les chasseurs du XXe siècle préféraient des charges à poudre sans fumée, conçues pour des carabines plus puissantes. La production de cartouches Winchester .45-60 s'est arrêtée pendant la Grande Dépression.